# René Goupil
Saint René Goupil, né le 13 mai 1608 à Saint-Martin-du-Bois en Anjou et mort le 29 septembre 1642 à Ossernenon (aujourd’hui Auriesville dans l'État de New York), était un missionnaire français et le premier martyr nord-américain de l'Église catholique. Il prononça ses vœux religieux comme frère jésuite peu avant sa mort à Isaac Jogues. 
Canonisé en 1930 par le pape Pie XI, il est liturgiquement commémoré avec les autres martyrs canadiens-américains le 19 octobre.

## Biographie
Il naquit à Saint-Martin-du-Bois, dans le diocèse d'Angers en France en 1608. Ayant étudié à Chantilly, près de Paris, il dut quitter le noviciat en 1639 en raison de sa surdité. Il connaissait déjà la chirurgie. Il se porta volontaire pour travailler comme « Donné » avec les jésuites dans les hôpitaux de Nouvelle-France. En 1640, Goupil est à la mission de Saint-Joseph de Sillery.
En 1642, lors d'un voyage par canot vers les missions huronnes avec Guillaume Couture et le père Isaac Jogues, il fut capturé et torturé par les Iroquois dans la région de Lanoraie après avoir quitté Trois-Rivières. Après avoir enseigné le signe de la croix aux jeunes amérindiens, il fut tué par un coup de tomahawk sur la tête, et il prononça le nom de Jésus en mourant. Il se trouvait proche du site actuel d'Auriesville dans l'État de New York. Son décès a été rapporté dans les Relations des Jésuites.
Il fut canonisé par Pie XI le 29 juin 1930 avec les sept autres martyrs canadiens. Il est le saint patron des anesthésistes.

## Relique
Des reliques de René Goupil ont été déposées au Sanctuaire des martyrs canadiens de Midland, lieu de sa mort et à la basilique-cathédrale Notre-Dame de Québec, entre autres lieux.

## Souvenir et reconnaissance publique
Il y a une paroisse Saint René-Goupil dans le quartier Saint-Michel à Montréal, ainsi qu'un parc René-Goupil dans la même rue que l'église. Une autre paroisse René-Goupil se trouve dans le diocèse de Gatineau-Hull, et une autre dans l'État du Minnesota. Une paroisse de la Beauce québécoise, limitrophe de la ville de Saint-Georges, porte également le nom de Saint-René-Goupil. Il y a aussi une rue nommée René-Goupil dans la ville de Saint-Jérôme (secteur Lafontaine), située en banlieue nord de Montréal. On retrouve aussi l'église Saint-René-Goupil dans la municipalité de Saint-René-de-Matane au Bas-Saint-Laurent. Une maison de retraite pour pères jésuites à Pickering dans la banlieue de Toronto porte également le nom de René-Goupil. Enfin, en France, une paroisse catholique dans le Diocèse d'Angers porte le nom de Saint-René-en-Pays-Segréen, autour de la commune nouvelle de Segré en Anjou Bleu, paroisse dont le village de Saint-Martin-du-Bois fait partie.